# Sergude (Boqueijón)
Sergude (llamada oficialmente San Breixo de Sergude) es una parroquia y lugar suprimido español del municipio de Boqueijón, en la provincia de La Coruña, Galicia.

## Entidades de población
Entidades de población que forman parte de la parroquia:
- La Iglesia (A Eirexe)
- Deseiro de Abajo (Deseiro de Abaixo)
- Deseiro de Arriba
- Gándara
- Lamas
- Mareque
- Noenlle
- Pumares
- Quián
- Rodiño Grande
- Rodiño Pequeño (Rodiño Pequeno)
- Vilar

## Suprimidos
Lugares suprimidos de la parroquia:
- Rodiño
- Sergude

## Historia
Los lugares de Sergude (que le da el nombre a la parroquia) y Rodiño fueron suprimidos entre los años 2010 y 2012 al escindirse en los lugares de Deseiro de Abaixo, Deseiro de Arriba, Gándara, Lamas, Mareque, Noenlle, Pumares, Rodiño Grande, Rodiño Pequeno y Vilar.

## Demografía

### Parroquia
| Gráfica de evolución demográfica de Sergude (parroquia) entre 2000 y 2018 |
|                                                                           |
| Datos según el nomenclátor publicado por el INE.                          |

### Lugar
| Gráfica de evolución demográfica de Sergude (lugar) entre 2000 y 2013 |
|                                                                       |
| Datos según el nomenclátor publicado por el INE.                      |